# Emlyon Business School
EMLYON Business School este o școală europeană de business cu multiple campusuri în locații precum: Paris, Lyon, Saint-Étienne, Casablanca și Shanghai. Aceasta fost înființată în anul 1872.
EM Lyon a fost plasată pe locul 14 în rândul Școlilor europene de business, în 2014, potrivit clasamentului realizat de Financial Times. În anul 2015, programul său de Master în Management s-a plasat pe locul treizeci în clasamentul Financial Times. De asemenea, programul său Executive MBA ocupă locul 68 în lume.
Programele sale sunt triplu acreditate internațional prin AMBA, EQUIS și AACSB. Școala de business se remarcă prin absolvenți de renume în afaceri și politică precum: Jean-Pascal Tricoire (Director Executiv Schneider Electric), Stéphane Bern (reporter) și Gwendal Peizerat (patinator gheață).